# Ethan Frome

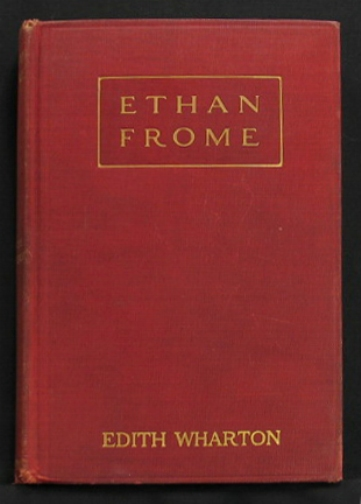
první edice Ethan Frome

Ethan Frome je román americké spisovatelky Edith Wharton z roku 1911, která je držitelkou Pulitzerovy ceny. Novela byla roku 1993 adaptována do filmové podoby, taktéž s názvem Ethan Frome.
Tato anglická novela je rozdělena do 10 kapitol. Děj se odehrává ve fiktivním anglickém městečku Starkfield v Massachusetts. Děj je vyprávěn dvěma postavami, anonymním vypravěčem (pravděpodobně mužem středního věku), který vypráví první a poslední kapitolu, a Ethanem Fromem, obyvatelem města Starkfield, který formou "flashbacku" vypráví svůj příběh.

## Děj
Kapitola 1:
Do městečka Starkfield přibude nový obyvatel – muž středního věku, který se zde přistěhoval za prací. Toto město popisuje jako nehostinnou díru, jejíž obyvatelé žijí bídný život plný těžké práce, chudoby a utrpení. Zimy ve Starkfieldu jsou nevýslovně kruté a každá další zima se podepisuje na tvářích obyvatel. Vypravěče zaujme obzvláště jedna postava Starkfieldu, kterou začne sledovat, aby se dozvěděl její příběh. Od ostatních obyvatelů postupně získává útržkovité informace o této postavě a jejím životě. Dozví se, že onen strhaný shrbený starý muž je Ethan Frome. Ethan žije v domě s dalšími dvěma ženami. Tento muž je, jak popisuje vypravěč, ubohou karikaturou lidské existence, která čeká na smrt jako na vysvobození. Vypravěč s Ethanem několikrát přijde do kontaktu a marně se snaží vyzvědět jeho životní příběh. Jediné, o čem Ethan mluví, je "nehoda, která vše změnila". Shoda náhod však zapříčiní, že Ethan po nějakou dobu dělá vypravěčovi kočího a vozí ho do města poblíž Starkfieldu. Jeden večer, když se tito dva muži zrovna vrací do města, se přižene ohromná bouře, která zcela znemožní dopravu po městě. Ethan nabízí vypravěčovi na tuto noc střechu nad hlavou. Během bouřky si tyto postavy povídají, Ethan se osmělí a vypráví svůj příběh.
Kapitoly 2-9:
Následujících osm kapitol vypráví sám Ethan Frome, který jako mladý chlapec bydlí ve Starkfieldu se svými rodiči ve společném domě. Ethan pochází z chudé rodiny, ale je to chytrý chlapec. Jeho studia a nadějnou budoucnost přerušuje otcova smrt a on se stěhuje zpět k matce, aby jí pomáhal v domě a aby také vydělával peníze. Za pár let umírá také Ethanova matka jako upracovaná a předčasně zestárlá žena, a on se v domě ocitá sám. Ze zoufalství si bere za ženu svou vzdálenou příbuznou Zeenu, sestřenici z druhého kolene. V minulosti spolu prožili hezké chvíle a také se stali přáteli. Později Ethan hodnotí tento svůj počin a jako důvod uvádí svou osamělost, strach z budoucnosti v domě a také fakt, že se blížila další krutá zima a on v této době potřeboval společnost.
Zeena se nedlouho po svatbě stává mrzutou, zamlklou a netečnou. V domě žijí jako dva cizinci. Ethan si uvědomuje svůj unáhlený počin a zjišťuje, že s Zeenou nemají mnoho společného. Zeena se stává chorobnou lhářkou a manipulátorkou, která svou hypochondrií ovládá Ethana a ten se naopak cítí k "nemocné" ženě zavázán. Vůči Zeeně cítí zodpovědnost a také lítost.
Do života Ethana vstupuje druhá žena, Matty, která je opakem unylé Zeeny. Je živá, vtipná a velmi krásná. Ethan s ní chodí na dlouhé procházky a postupně se ukazuje, že Matty je jeho spřízněná duše. Dvojice se do sebe zamiluje, nikdo však své city výrazněji neprojevuje.
Matty je zaměstnána jako hospodyně v domě Fromů, neboť Zeena už na práci nestačí. Jednoho dne, kdy Zeena cestuje za lékařem, využívají Ethan a Matty této příležitosti, aby spolu strávili pěkný čas u slavnostní večeře. Ve chvíli, kdy ale Ethan vyjeví své city, utíká Matty do pokoje.
Druhý den se vrací Zeena a kvůli nešťastným okolnostem nachází rozbitý talíř ze svátečního servisu z předchozího večera, který je důkazem všech událostí. Strhne se obrovská hádka mezi všemi třemi postavami. Zeena posílá Matty pryč.
Dvojice milenců se loučí, když Ethan veze Matty z domu. V tento okamžik si oba vylíčí svou náklonnost. Matty se chce rozloučit s Ethanem projížďkou z kopce, jejich oblíbeného místa. Dvojice v záchvatu paniky při myšlence na věčné odloučení vymýšlí plán sebevraždy. Sjedou prudce z velkého kopce a doufají, že spolu stráví zbytek posmrtného času. Ani jeden z nich ale nezemře. Pád byl špatně naplánovaný. Matty, která seděla vepředu, skončí daleko hůř než Ethan – je v podstatě nesamostatný mrzák. Ethan skončí s obrovským hrbem na zádech a jinými pohmožděninami, dokáže se ale o sebe starat.
Kapitola 10:
Vypravěč ze Starkfieldu nás opět přenese do přítomnosti. Ethan Frome zve vypravěče do místnosti, kde se setkává s Zeenou i Matty. V místnosti vidí dvě stařeny. Jedna je docela čilá a pobíhá okolo Ethana i druhé ženy. Druhá je šeredná troska, neschopna pohybu, odkázána na pomoc ostatních. Ke svému překvapení se vypravěč dozvídá, že ona čiperka je Zeena, která se po nehodě "zázračně vyléčila" a našla v sobě dost síly, pečovat o Ethana i Matty. Ona zrůda je Matty, čemuž vypravěč jen stěží věří, vzhledem k tomu, jak ji Ethan popisoval za mlada. Matty byla po nehodě nucena zůstat v domě Fromů – neměla kam jít a neměla žádné peníze. Tito tři nešťastníci jsou tedy donuceni žít v utrpení a zášti pod jednou střechou do konce svých životů.
Vliv naturalismu:
V tomto díle můžeme zpozorovat značný vliv literárního naturalismu. Hlavní hrdinové mají nulovou nebo jen velmi malou kontrolu nad svým životem. Vše je řízeno dědičností a okolnostmi. Špatný konec těchto postav je vlastně předem zpečetěn, nemohou udělat nic, co by jejich záhubu zvrátilo. Ethanův život ovlivnila například smrt otce i matky ve špatnou dobu, což jsou faktory neovlivnitelné, kvůli nimž neměl šanci dostudovat a vydělat pořádné peníze. Osamělost a jiné okolnosti ho přiměly k nerozvážnému sňatku. Ethan později říká, že nebýt zimy, Zeenu by si nevzal. Pokud by například jeho matka zemřela v létě, vše by snášel lépe a necítil by se tak sám. Jeho snahy opravit rozbitý talíř jsou také zmařeny kvůli okolnostem – ve městě se mu nedaří najít lepidlo, špatné počasí potom znemožní rychlou jízdu. Dědičnost a genetika dají Ethanovi do vínku dávku velké zodpovědnosti a lítosti, i proto se cítí být Zeeně něco dlužen a není schopen s Matty utéci. Nakonec životy hlavních hrdinů ovlivní nešťastná náhoda, špatné rozhodnutí a opět jejich původ a nedostatek finančních prostředků, proto skončí spolu pod jednou střechou, i když nedobrovolně.